# Episodi de I misteri di Brokenwood
Gli episodi della serie televisiva I misteri di Brokenwood (The Brokenwood Mysteries), dal primo al ventiquattresimo, sono andati in onda sul canale neozelandese Prime dall'autunno 2014 al dicembre 2019. Dalla settima stagione sono trasmessi sul canale TVNZ 1 dalla primavera 2021.
Una prima stagione di quattro episodi da 90 minuti ciascuno è andata in onda dal 28 settembre al 19 ottobre 2014 in Nuova Zelanda e in Italia è stata trasmessa dall'11 aprile al 2 maggio 2016 su Giallo. La seconda stagione è invece andata in onda in patria dal 27 settembre al 18 ottobre 2015, mentre in Italia è andata in onda dal 9 al 30 maggio 2016.
La terza stagione è stata trasmessa dal 30 ottobre al 20 novembre 2016 in Nuova Zelanda, invece in Italia è andata in onda dal 16 febbraio al 9 marzo 2017 sempre su Giallo. La quarta stagione è stata trasmessa nel paese d'origine dal 29 ottobre al 19 novembre 2017. In italiano è andata in onda su Giallo dall'8 febbraio al 1º marzo 2018. 
La quinta stagione è stata trasmessa in Nuova Zelanda dal 28 ottobre al 18 novembre 2018. In Italia è andata in onda dal 13 dicembre 2018 al 3 gennaio 2019 su Giallo.
La sesta stagione è stata trasmessa dal 10 novembre al 1º dicembre 2019 in Nuova Zelanda. In Italia è andata in onda dal 28 settembre al 19 ottobre 2020 su Giallo.
La settima stagione è stata trasmessa in simultanea sul servizio streaming statunitense Acorn TV e in Nuova Zelanda su TVNZ 1 dal 29 marzo al 3 maggio 2021. In Italia è andata in onda dal 13 giugno al 25 luglio 2021 su Giallo.
L'ottava stagione è stata pubblicata dal 1º luglio al 1º agosto 2022 su Acorn TV. In Italia è andata in onda dal 6 novembre all'11 dicembre 2022 su Giallo.
La nona stagione è stata distribuita da Acorn TV dal 10 aprile al 15 maggio 2023. In Italia è andata in onda dal 14 settembre al 19 ottobre 2023 su Giallo.
La decima stagione è stata distribuita su Acorn TV dal 29 aprile al 3 giugno 2024. In Italia è andata in onda dall'11 settembre al 16 ottobre 2024 su Giallo.
| Stagione | n° | Titolo originale                | Titolo italiano                  | Prima TV Nuova Zelanda | Prima TV Italia   |
| -------- | -- | ------------------------------- | -------------------------------- | ---------------------- | ----------------- |
| 1        | 1  | Blood and Water                 | Acqua e sangue                   | 28 settembre 2014      | 11 aprile 2016    |
| 1        | 2  | Sour Grapes                     | La volpe e l'uva                 | 5 ottobre 2014         | 18 aprile 2016    |
| 1        | 3  | Playing the Lie                 | Il gioco delle bugie             | 12 ottobre 2014        | 25 aprile 2016    |
| 1        | 4  | Hunting the Stag                | Caccia al cervo                  | 19 ottobre 2014        | 2 maggio 2016     |
| 2        | 1  | Leather & Lace                  | Rugby e pizzo                    | 27 settembre 2015      | 9 maggio 2016     |
| 2        | 2  | To Die or Not to Die            | Essere o non essere              | 4 ottobre 2015         | 16 maggio 2016    |
| 2        | 3  | Catch of the Day                | Il pescato del giorno            | 11 ottobre 2015        | 23 maggio 2016    |
| 2        | 4  | Blood Pink                      | Sangue rosa                      | 18 ottobre 2015        | 30 maggio 2016    |
| 3        | 1  | The Black Widower               | Il vedovo nero                   | 30 ottobre 2016        | 16 febbraio 2017  |
| 3        | 2  | Over Her Dead Body              | L'ultima partita                 | 6 novembre 2016        | 23 febbraio 2017  |
| 3        | 3  | The Killing Machine             | La macchina letale               | 13 novembre 2016       | 2 marzo 2017      |
| 3        | 4  | A Merry Bloody Christmas        | Un Natale rosso sangue           | 20 novembre 2016       | 9 marzo 2017      |
| 4        | 1  | Fall From Grace                 | Caduta di stile                  | 29 ottobre 2017        | 8 febbraio 2018   |
| 4        | 2  | Stone Cold Dead                 | Omicidio a sangue freddo         | 5 novembre 2017        | 15 febbraio 2018  |
| 4        | 3  | The Scarecrow                   | Lo spaventapasseri               | 12 novembre 2017       | 22 febbraio 2018  |
| 4        | 4  | As If Nothing Had Happened      | Come se non fosse successo nulla | 19 novembre 2017       | 1º marzo 2018     |
| 5        | 1  | Scared to Death                 | Morire di paura                  | 28 ottobre 2018        | 13 dicembre 2018  |
| 5        | 2  | Bride Not to Be                 | La non futura sposa              | 4 novembre 2018        | 20 dicembre 2018  |
| 5        | 3  | Tontine                         | Questioni irrisolte              | 11 novembre 2018       | 27 dicembre 2018  |
| 5        | 4  | The Dark Angel                  | L'angelo oscuro                  | 18 novembre 2018       | 3 gennaio 2019    |
| 6        | 1  | The Power of Steam              | Un festival esplosivo            | 10 novembre 2019       | 28 settembre 2020 |
| 6        | 2  | A Real Page Turner              | Omicidio d'autore                | 17 novembre 2019       | 5 ottobre 2020    |
| 6        | 3  | Dead Men Don't Shoot Ducks      | I morti non sparano alle anatre  | 24 novembre 2019       | 12 ottobre 2020   |
| 6        | 4  | Dead and Buried                 | Morti e sepolti                  | 1º dicembre 2019       | 19 ottobre 2020   |
| 7        | 1  | The Garotte and the Vinklebraun | Morte di un antiquario           | 29 marzo 2021          | 13 giugno 2021    |
| 7        | 2  | The Witches of Brokenwood       | L'anello della discordia         | 5 aprile 2021          | 20 giugno 2021    |
| 7        | 3  | Dog Day Morning                 | Una scomoda eredità              | 12 aprile 2021         | 27 giugno 2021    |
| 7        | 4  | Something Nasty in the Market   | La ricetta del successo          | 19 aprile 2021         | 4 luglio 2021     |
| 7        | 5  | Exposed to the Light            | Il vento del sud                 | 26 aprile 2021         | 18 luglio 2021    |
| 7        | 6  | Here's to You, Mrs. Robinson    | Agli amici assenti               | 3 maggio 2021          | 25 luglio 2021    |
| 8        | 1  | From the Cradle to the Grave    | Il mistero egizio                | 1º luglio 2022         | 6 novembre 2022   |
| 8        | 2  | Death n' Bass                   | Un'esplosione musicale           | 4 luglio 2022          | 13 novembre 2022  |
| 8        | 3  | Spark to a Flame                | Testamento fatale                | 11 luglio 2022         | 20 novembre 2022  |
| 8        | 4  | Three Coins in a Fountain       | Il gioco delle tre monete        | 18 luglio 2022         | 27 novembre 2022  |
| 8        | 5  | Good as Gold                    | La febbre dell'oro               | 25 luglio 2022         | 4 dicembre 2022   |
| 8        | 6  | Four Fires and a Funeral        | Pompieri volontari               | 1º agosto 2022         | 11 dicembre 2022  |
| 9        | 1  | Brokenwood: The Musical         | Un delitto di musical            | 10 aprile 2023         | 14 settembre 2023 |
| 9        | 2  | Old Blood Money                 | Segreti di famiglia              | 17 aprile 2023         | 21 settembre 2023 |
| 9        | 3  | Nun of the Above                | Mistero in convento              | 24 aprile 2023         | 28 settembre 2023 |
| 9        | 4  | Going to the Dogs               | Per amore degli animali          | 1º maggio 2023         | 5 ottobre 2023    |
| 9        | 5  | Shot of Love                    | Uno scherzo del destino          | 8 maggio 2023          | 12 ottobre 2023   |
| 9        | 6  | Motorcycle Mamas                | Angeli in moto                   | 15 maggio 2023         | 19 ottobre 2023   |
| 10       | 1  | Brokenwood-o-saurus             | Vecchi fossili                   | 29 aprile 2024         | 11 settembre 2024 |
| 10       | 2  | Day of the Dead                 | Cioccolatini letali              | 6 maggio 2024          | 18 settembre 2024 |
| 10       | 3  | Publish or Be Damned            | Romanzi e gelosie                | 13 maggio 2024         | 25 settembre 2024 |
| 10       | 4  | Love You to Death               | Amore esilarante                 | 20 maggio 2024         | 2 ottobre 2024    |
| 10       | 5  | House of Screams                | Dolcetto o scherzetto            | 27 maggio 2024         | 9 ottobre 2024    |
| 10       | 6  | Three Gold Leaves of Jesus      | Reliquia sacra                   | 3 giugno 2024          | 16 ottobre 2024   |